# Cerignola
Cerignola – miasto i gmina we Włoszech, w regionie Apulia, w prowincji Foggia. Według danych na rok 2017 gminę zamieszkiwało 58 534 osób, 99 os./km².
Odbyła się tu jedna z bitew wojen włoskich. 28 kwietnia 1503 r. Hiszpanie zwyciężyli z Włochami w bitwie pod Cerginolą.

## Miasta partnerskie
- Montilla
- Nemours
- Vizzini